# Alkaloides (banda)
Alkaloides es una banda Ecuatoriana de Post Punk fundada en Quito en 2010 por Carlos Espinoza (voz y guitarra) y Nicolás Meneses (batería) mientras cursaban la carrera de Psicología en la Universidad.
Desde 2012 se han convertido en uno de los iconos del Escenario Independiente Ecuatoriano presentándose en varios Festivales Nacionales importantes como el Quito Fest y realizando giras constantes dentro del país.

## Historia
Carlos y Nicolás se conocieron en la universidad, sus intereses musicales los uniría y comenzaron a tener sus primeros ensayos en el cuarto de Carlos. Luego se integraron a la banda Leonardo Morales en la guitarra y José Virgelina en el bajo. En 2011 y de manera muy amateur sacarían su primer EP La Sombra Fuera del Espacio.
En 2014 lanzaron su primer álbum de estudio de título homónimo "Alkaloides" el cual sería un éxito nacional inmediato comenzando a tener su primera base de fanes. También el disco fue uno de los primeros trabajos ecuatorianos en salir en Spotify. 
En 2016 por diversos motivos la banda toma un descanso indefinido ya en 2019 vuelve con nuevo material y con dos nuevos integrantes Mateo Castillo en la guitarra y Mateo del Pozo en el bajo. Ritual, Olón y Ojeras fueron temas que se lanzaron previo al disco, finalmente en junio del 2021 saldría Astral Dopamina que además de ser su regreso triunfal luego de 7 años sin publicar ningún disco introdujo sonidos nuevos a la banda.
Lamentablemente el 23 de noviembre del 2021 en su página de Facebook anuncian el triste fallecimiento de Mateo Castillo cerrando así de manera espontánea la nueva etapa de la banda.
En el verano de 2023, la banda se reúne para ofrecer una gira de tres fechas consecutivas en el país, culminando en un memorable show en Quito junto al grupo ecuatoriano Da Pawn.

## Miembros
- Carlos Espinosa - Voz, guitarra eléctrica (2010-presente)
- Nicolás Meneses - Batería (2010-presente)
- Mateo del Pozo - Bajo (2018-presente)

Antiguos miembros:
- Leonardo Morales - Guitarra eléctrica (2010-2016)
- José Vergelin - Bajo (2010 - 2016)
- Mateo Castillo+ - Guitarra eléctrica (2016-2021)

## Discografía
Álbumes de estudio
- 2014: Alkaloides
- 2021: Astral Dopamina

EP
- 2011 La sombra fuera del espacio